# Тайшет (станция)
Тайше́т — узловая станция Тайшетского региона Восточно-Сибирской железной дороги. Расположена в Тайшете Иркутской области. Железнодорожный узел и крупная внеклассная сортировочная станция. Электрифицирована на переменном токе.
В Тайшете сходятся три железнодорожные магистрали:
- с северо-запада на юго-восток проходит Транссибирская магистраль;
- на северо-восток начинается Байкало-Амурская магистраль (БАМ) (первый километр БАМа находится в Тайшете);
- в западном направлении отходит Южно-Сибирская магистраль, соединяющая БАМ с Кузбассом, Алтаем, Казахстаном, Южным Уралом, Башкирией (через Абакан, Новокузнецк, Барнаул, Экибастуз, Павлодар, Астану до Магнитогорска  и далее в Уфу и Москву).

## Пригородное сообщение по станции
По состоянию на январь 2017 года через станцию проходят по две пары пригородных электропоездов Тайшет — Нижнеудинск (ежедневно), Тайшет — Чуна (ежедневно), Тайшет — Саранчет (понедельник, пятница).

## Дальнее следование по станции
По графику 2020 года через станцию проходят следующие поезда дальнего следования:

### Круглогодичное движение поездов
| № поезда   | Маршрут движения             | № поезда   | Маршрут движения             |
| ---------- | ---------------------------- | ---------- | ---------------------------- |
| 1 «Россия» | Владивосток — Москва         | 2 «Россия» | Москва — Владивосток         |
| 7          | Владивосток — Новосибирск    | 8          | Новосибирск — Владивосток    |
| 11         | Владивосток — Самара         | 12         | Самара — Владивосток         |
| 57         | Иркутск — Тайшет             | 58         | Тайшет — Иркутск             |
| 69         | Чита — Москва                | 70         | Москва — Чита                |
| 71/72      | Улан-Удэ — Северобайкальск   | 71/72      | Северобайкальск — Улан-Удэ   |
| 75         | Нерюнгри — Москва            | 76         | Москва — Нерюнгри            |
| 77         | Нерюнгри — Новосибирск       | 78         | Новосибирск — Нерюнгри       |
| 81         | Улан-Удэ — Москва            | 82         | Москва — Улан-Удэ            |
| 87/88      | Иркутск — Усть-Илимск        | 87/88      | Усть-Илимск — Иркутск        |
| 91         | Северобайкальск — Москва     | 92         | Москва — Северобайкальск     |
| 97         | Тында — Кисловодск           | 98         | Кисловодск — Тында           |
| 99         | Владивосток — Москва         | 100        | Москва — Владивосток         |
| 207        | Владивосток — Новокузнецк    | 208        | Новокузнецк — Владивосток    |
| 347        | Северобайкальск — Красноярск | 348        | Красноярск — Северобайкальск |

### Сезонное движение поездов
| № поезда | Маршрут движения        | № поезда | Маршрут движения        |
| -------- | ----------------------- | -------- | ----------------------- |
| 205      | Иркутск — Анапа         | 206      | Анапа — Иркутск         |
| 229      | Северобайкальск — Анапа | 230      | Анапа — Северобайкальск |
| 235      | Тында — Анапа           | 236      | Анапа — Тында           |
| 241      | Иркутск — Адлер         | 242      | Адлер — Иркутск         |
| 269      | Чита — Адлер            | 270      | Адлер — Чита            |
| 273      | Северобайкальск — Адлер | 274      | Адлер — Северобайкальск |

## Галерея
- Старый вокзал
- Вокзал станции Тайшет. 1996 год
- Вокзал станции Тайшет. 2013 год
- Депо. 2013 год
- Монумент к 100-летию ВСЖД
- Водонапорная башня. Построена в 1906 году